# Anopinella styraxivora
Anopinella styraxivora là một loài bướm đêm thuộc họ Tortricidae. Loài này có ở Costa Rica.
Chiều dài cánh trước là 6-8.1 mm.